# Liste der Monuments historiques in Gurunhuel
Die Liste der Monuments historiques in Gurunhuel führt die Monuments historiques in der französischen Gemeinde Gurunhuel auf.

## Liste der Bauwerke
| Bezeichnung                    | Beschreibung              | Standort | Kennzeichnung | Schutzstatus   | Datum     | Bild           |
| ------------------------------ | ------------------------- | -------- | ------------- | -------------- | --------- | -------------- |
| Kapelle St-Fiacre              | Erbaut im 16. Jahrhundert | (Lage)   | PA00089193    | Inscrit        | 1964      | weitere Bilder |
| Calvaire der Kirche Notre-Dame | Erbaut im 16. Jahrhundert | (Lage)   | PA00089194    | Inscrit Classé | 1926 1928 | weitere Bilder |

## Liste der Objekte

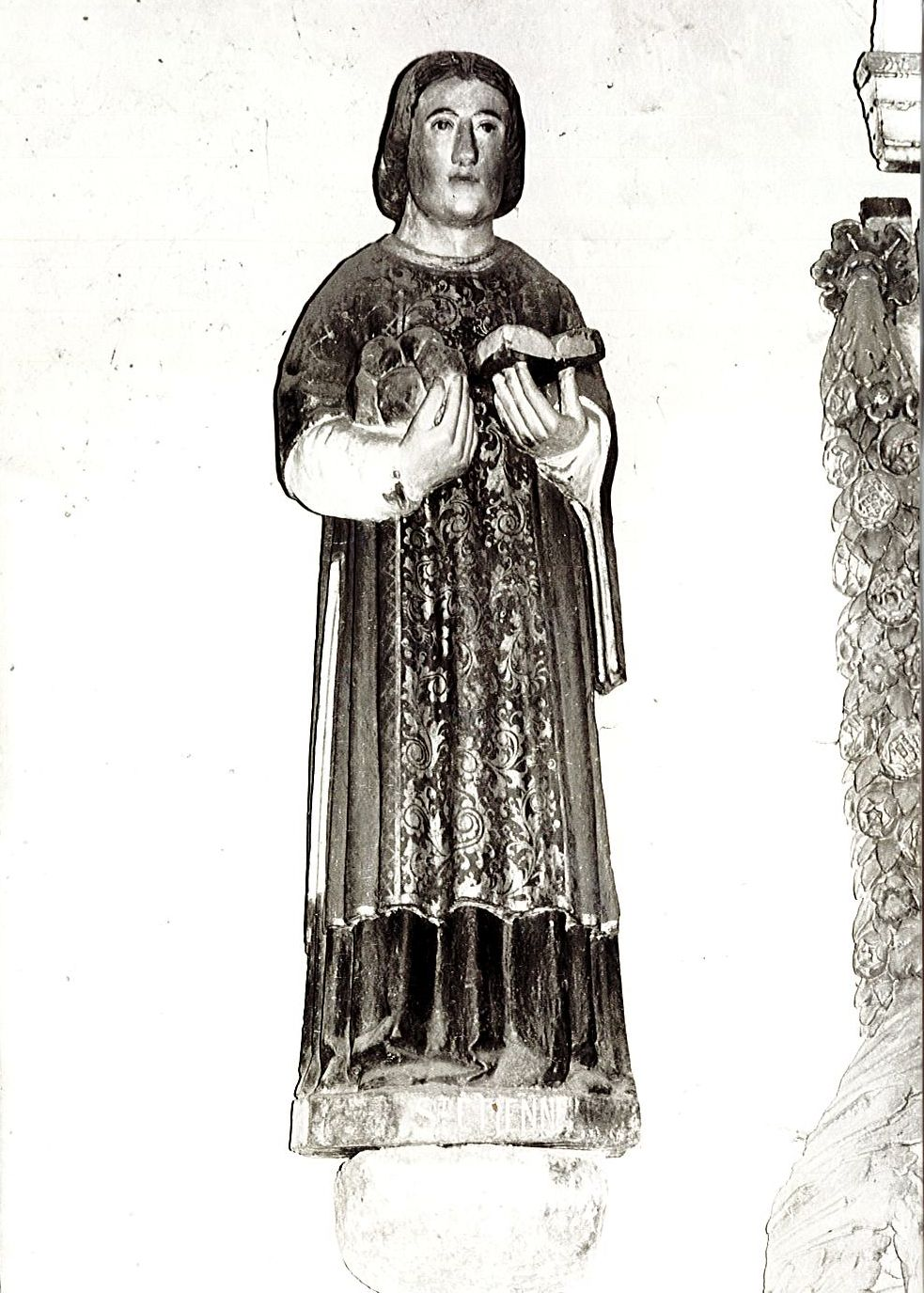
Skulptur des heiligen Stephanus in der Kirche Notre-Dame

- Monuments historiques (Objekte) in Gurunhuel in der Base Palissy des französischen Kultusministeriums